# 266051 Hannawieser
266051 Hannawieser è un asteroide della fascia principale. Scoperto nel 2006, presenta un'orbita caratterizzata da un semiasse maggiore pari a 3,1629189 UA e da un'eccentricità di 0,2175826, inclinata di 26,09482° rispetto all'eclittica.